# Žiškovec
Žiškovec – wieś w Chorwacji, w żupanii medzimurskiej, w mieście Čakovec. W 2011 roku liczyła 543 mieszkańców.